# Club Baloncesto Canarias
O Club Baloncesto 1939 Canarias - SAD mais conhecido por Lenovo Tenerife por motivos de patrocinador é um clube profissional de basquetebol situado na cidade de San Cristóbal de La Laguna, Canárias, Espanha que disputa a Liga Endesa atualmente.

## História
O clube foi fundado em 1994, depois que o antigo CB Canarias, com graves problemas financeiros fundiu-se com outros times da Ilha de Tenerife, que jogou apenas duas temporadas na LEB Oro, que corresponde a 2ª Divisão Espanhola.
Algumas pessoas não concordaram com as fusões e decidiram criar o CB 1939 Canarias, que herdou as cores e a logomarca do antigo clube. Em 2012, Iberostar Canarias foi promovido para a Liga ACB depois de ser campeão da LEB oro, porém não pode assumir a vaga por não cumprir com os requisitos solicitados pela Liga ACB. Um mês depois, em 20 de Julho de 2012, CB 1939 Canarias adquiriu a vaga que ficou em aberto pelo CB Lucentum Alicante.
Seu técnico, Alejandro Martínez, está a frente da equipe desde 2003.

## Uniforme
| Casa | Visitante |